# Naib
Nāʾib (arabisch نائب ‚Vertreter‘) ist ein arabischer Amtstitel, der schon seit dem Mittelalter in verschiedenen Ländern des Orients für Stellvertreter von Herrschern oder Beamten verwendet wird. Im heutigen Arabisch bedeutet das Wort, wenn es isoliert verwendet wird, so viel wie „Abgeordneter“. Der Plural lautet Nuwwāb (نُوّاب). Hiervon ist der indopersische Herrschertitel Nawab abgeleitet.
In Syrien beispielsweise war Naib die Bezeichnung für den Statthalter der Mamluken, in Ägypten vom ausgehenden 14. Jahrhundert an für einen Provinzgouverneur und hohen Offizier. Im Osmanischen Reich war der Naib ein Verwaltungsbeamter unterer Rangstufe, der auch als Stellvertreter des Qādī fungieren konnte. Nachdem Massaua ein Teil des Osmanischen Reiches geworden war, trug auch der dortige Statthalter des Sultans diesen Titel. Bei den Persern war der Naib ein niederer Offizier, während in Indien bis ins 16. Jahrhundert der Stellvertreter eines islamischen Fürsten so genannt wurde. Auch der daghestanische Imam Schamil hat in seinem Herrschaftsgebiet Nuwwāb ("Statthalter") eingesetzt.
Im Science-Fiction-Romanzyklus Der Wüstenplanet von Frank Herbert ist Naib die Bezeichnung für den Anführer an jenen Plätzen, welche die Fremen, die Einwohner des Wüstenplaneten Arrakis, in Zeiten der Gefahr aufzusuchen pflegen. 

## Belege
1. ↑  Vgl. Michael Kemper: Herrschaft, Recht und Islam in Daghestan. Von den Khanaten und Gemeindebünden zum ǧihād-Staat (= Kaukasienstudien. 8). Reichert, Wiesbaden 2005, ISBN 3-89500-414-6, S. 282–314, (Zugleich: Bochum, Universität, Habilitations-Schrift, 2003).